# Parentephria
Parentephria là một chi bướm đêm thuộc họ Geometridae.